# Коскулль, Мариана
Генриетта Марианна «Марианна» Шарлотта Коскулль (швед. Henrietta Mariana «Marianne» Charlotta Koskull; 19 февраля 1785, Векшё — 30 марта 1841, Стокгольм), — шведская дворянка и фрейлина, известная как любовница королей Швеции Карла XIII и Карла XIV Юхана.

## Биография
Мариана, или Марианна, как её часто называли при французском дворе, родилась в семье барона Густава Фредрика Коскулля и Анны Шарлотты Йельструп. Хотя семья принадлежала к знати, она была бедной, о чём свидетельствовал тот факт, что её сестра Констанция Коскулль (по прозвищу Станса) была вынуждена разорвать помолвку со своим возлюбленным, Кристианом Фредриком Даммом, и выйти замуж за богатого торговца Джона Холла Младшего из-за денег. По некоторым сведениям, её отец следующим образом напутствовал её: «Неужели ты так глупа, моя Станса!? Продолжай любить своего Фредрика, но выходи замуж за Холла — одно другому не мешает! Если ты откажешься от Холла, мы скоро станем нищими».
Мариана Коскулль получила хорошее образование и, благодаря своему рангу, была назначена фрейлиной (швед. hovfröken) шведской королевы Шарлотты, приобретя таким образом одну из немногих работ, социально приемлемых для дворянки. Она добилась большого успеха при дворе, где ею восхищались за её музыкальный и актёрский талант. Коскулль хорошо играла на арфе и часто исполняла главные роли в любительском театре при дворе на торжественных мероприятиях и празднествах, за что она получила репутацию талантливой профессиональной актрисы.
28 января 1811 года Коскулль с большим успехом исполнила роль в любительском спектакле «Севильский цирюльник», который был показан знати в Королевском дворце в честь именин короля и прибытия кронпринцессы. Она предстала в образе Розины, в то время как другие роли исполнили барон Густав Лёвенхильм (Бартоло), граф Аксель Мёрнер (Базилио), граф Карл Лёвенхильм (Фигаро) и граф Густав Адольф Спарре (Альзаде). За этим представлением последовал балет, также исполненный представителями придворной знати.

### Королевская любовница
Коскулль приобрела известность как любовница короля Швеции Карла XIII и его усыновлённого преемника Карла XIV Юхана, коронованного в 1818 году. По неподтверждённым слухам, у Коскулль и Карла XIV Юхана был тайный ребёнок.
После восшествия на престол Швеции Карла XIII в 1809 году Коскулль стали называть любовницей короля. Королева Шарлотта, однако, отмахивалась от подобных разговоров, замечая, что король, возможно, был влюблён в Коскулль, но был слишком старым, чтобы что-либо предпринимать в её отношении. Наряду с тем, что о Мариане Коскулль говорили как о любовнице Карла XIII, она также называлась любовница приёмного сына и наследника короля, наследного принца Карла Юхана, который прибыл в Швецию в 1810 году. По слухам, их роман начался после того, как в 1811 году жена Карла Юхана Дезире Клари уехала из Швеции во Францию, а наследный принц сначала безуспешно ухаживал за кузиной Коскулль Авророй Вильгельминой Браге. Этот роман, очевидно, скрывался в течение четырёх лет, прежде чем был разоблачён, поскольку королева Шарлотта отмечала в своём знаменитом дневнике, что роман Коскулль и Карла Юхана начался в год отъезда кронпринцессы в Париж в 1811 году, но что он был раскрыт только весной 1815 года, когда она сама, королева, убедилась в его существовании.
В июне 1815 года королева Шарлотта кратко описала отношения между Марианой Коскулль, Карлом XIII, наследным принцем и принцем Оскаром в своём дневнике следующим образом:
«Мариана Коскулль не является по-настоящему красавицей, но выглядит вполне прилично. Она легкомысленна, вертлява, желает только развлекаться и избалована тем, что ею все восхищаются. На самом деле у неё доброе сердце, но она обижает людей своим легкомыслием. Король был доволен Марианной, часто шутил с ней и, несмотря на свой преклонный возраст, вёл себя как её любовник, хотя на самом деле не мог им быть. Эта дама живая, талантливая и вполне образованная. Она обладает великим качеством проявлять доброту к своей семье и заботится о благополучии своих братьев и сестёр. К сожалению, ей не хватает дисциплины, и у неё есть серьёзный недостаток — она крайне расчётлива. Хотя наследный принц был очарован ею, она скорее должна думать о заключении выгодного для себя брака, чем о его отношении к ней. Хотя я не могу гарантировать, что это правда, говорят, что она его любовница. Он хотел сохранить это в тайне и внешне демонстрировать свою скромность, но м-ль Коскалль была так польщена, что постоянно хвасталась этим, выставляя напоказ великолепные драгоценности такой ценности, что они могли достаться ей только от наследного принца. Во всяком случае, её традиционно считали его любимицей. Принц Оскар часто встречал её у своего отца и начинал ухаживать за ней, что однажды заставило его гувернёра барона Седерхьельма сказать после того как Мариана довольно долго флиртовала с принцем: „ради бога, миледи, пощадите третье поколение, вы развращаете их всех сразу“. Сокрушительное замечание, если учесть дряхлость короля и тот факт, что принц Оскар ещё так молод, что едва ли может наслаждаться любовными утехами. Седерхьельм — остряк, известный своими остроумными и несколько злыми замечаниями, поэтому его комментарий вряд ли может выглядеть удивительным».
В 1816 году, когда ходили слухи о возвращении кронпринцессы в Швецию (что в конечном счёте не произошло), королева заметила, что кронпринц не желает её возвращения из-за своих отношений с Коскулль.
Во время одновременных романов с королём и наследным принцем Мариана Коскулль поместила в одном из салонов короля картину с двумя изображениями на каждой стороне, которая служила сигналом для наследного принца. На одной стороне картины была изображена Коскулль в образе музы (Терпсихоры), а на другой изображение гадалки. По слухам, когда картина была повёрнута к зрителю стороной с изображением гадалки, это служило знаком наследному принцу, что этот день Коскулль проведёт с королем; если же с изображением музы, то она весь день проведёт в обществе кронпринца.
Мариана Коскулл, как сообщается, использовала своё влияние как на Карла XIII, так и на Карла Юхана (который исполнял обязанности регента во время правления Карла XIII), чтобы продвигать своих родственников и протеже на прибыльные должности. В январе 1817 года королева Шарлотта отметила в своём дневнике:
«М-ль Коскулль охотно порекомендует сначала одну, а потом и другую. Иногда это делается по доброте душевной, потому что у неё действительно доброе сердце, но также и для того, чтобы показать свою силу. Подобное случилось совсем недавно, когда её брат Арон Густав Коскулль был назначен лейтенантом королевской гвардии».
При дворе её обвинили в злоупотреблении своим влиянием на наследного принца, когда она добилась должности капитана-лейтенанта королевской гвардии для своего брата Густава Адольфа Коскулля, который пользовался дурной репутацией при дворе, а также у своих собственных родственников, семьи Браге, за то, что был повесой.
Следующий анекдот рассказывался по поводу влияния Коскулль на Карла XIII:
«Карл XIII с каждым годом становился всё более дряхлым и апатичным. Он действительно председательствовал на советах, но обычно спал на них. Обсуждалась кандидатура на церковное назначение. Его разбудило название прихода, он проговорил: „Нет, подождите. Мариана Коскулль хотела, чтобы…“, порылся в кармане, нашёл записку, которую она ему дала, и таким образом её протеже достался доходный приход».
Её положение делало её привлекательной не только для просителей, но и для других влиятельных людей: государственный деятель граф Юхан Кристофер Толль пользовался её влиянием не только потому, что та была королевской любовницей, но и потому, что состоял в родстве с графиней Авророй Вильгельминой Браге, которая, в свою очередь, была любима мачехой королевского фаворита Магнуса Браге (1790—1844).
В 1818 году Карл XIII умер, и Карл XIV Юхан стал королём. В течение нескольких лет между смертью королевы Шарлотты в 1818 году и прибытием королевы Дезире и кронпринцессы Жозефины в 1823 году (и с учётом принцессы Софии Альбертины Шведской, предпочитавшей жить в удалении от общества из-за своего возраста) при дворе не было ни одной королевской особы женского пола. Мариана Коскулль была фактически главной придворной дамой и официальной любовницей короля, которая, как сообщалось, предпочитала жить «жизнью богатого частного лица» в своём обществе, не поддерживая большую часть обычаев придворной жизни. В этот период она проживала в большой квартире в Королевском дворце. Коскулль официально представила ко двору свою сестру Констанцию Коскулль, которая была изгнана из высшего общества, потому что она бросила своего мужа и открыто жила с любовником. Знатные женщины, которых просили симулировать болезнь до последней, в конце концов согласились принять участие в её представлении, и «сразу же после этого упал в обморок».

### Поздняя биография
В 1823 году, когда королева Дезире вернулась в Швецию в сопровождении новой наследной принцессы после одиннадцатилетнего отсутствия, король назначил свою любовницу Мариану Коскулль, а также любовницу наследного принца Жакетту Лёвенхильм фрейлинами королевы. Коскулль была назначена на должность камер-фрейлины (швед. kammarfröken), самый высокий пост, возможный для незамужней дворянки королевского двора, и который она занимала до самой своей смерти. Королева редко имела какое-либо влияние на тех, кто был назначен в её двор, но положение фрейлины не заставляло её проводить время с теми фрейлинами, которые ей не нравились. Это положение давало Мариане Коскулль высокий доход и законную причину оставаться при дворе и жить в комфорте.
После того, при дворе вновь появились королева и кронпринцесса, официальная представительская придворная жизнь в Швеции была возрождена, а Мариана Коскулль больше не была официальной любовницей короля, и отмечалось, что она съехала из своих больших апартаментов в Королевском дворце, демонстрировавших её положение официальной любовницы, в более скромные, подобающие обычной фрейлине. Действительно ли отношения между Марианой Коскулль и Карлом XIV Юханом прекратились, или же после этого они просто развивались незаметно, неизвестно, но она больше не упоминалась в качестве его любовницы после 1823 года.
Коскулль умерла незамужней и бездетной.